# Egodystonie
Egodystonie is een psychologische term die verwijst naar gedragingen (bijvoorbeeld dromen, impulsiviteit, dwangmatig handelen, verlangens, enzovoort) welke in strijd zijn met de behoeften en doelstellingen van het ego. Of ook wel: dat in conflict is met het persoonlijke "ideale zelfbeeld". Antwoorden op vragen worden beantwoord met één en dezelfde soort antwoorden. Gevoelens worden niet verwerkt, of weerhouden interactie te hebben binnen gedachten, waardoor een systematisch opererend ego bepalend is voor het gedrag.
Het concept is in detail bestudeerd in de pathologische psychologie en is het tegenovergestelde van egosyntonie. Obsessieve-compulsieve stoornis wordt beschouwd als een egodystone stoornis, daar de gedachten en compulsies die ervaren of uitgedrukt worden, vaak niet in overeenstemming zijn met het individuele zelfbeeld. Wat betekent dat de patiënt besef heeft van zijn afwijkend gedrag.
De Wereldgezondheidsorganisatie classificeert egodystone seksuele geaardheid in ICD-10 als een psychische afwijking waarbij het individu niet twijfelt aan zijn of haar seksuele geaardheid, maar tegenstrijdig is aan een geïdealiseerd zelfbeeld en daarom wenst dat het anders is en hiervoor vaak hulp zoekt.